# فهرست خداناباوران

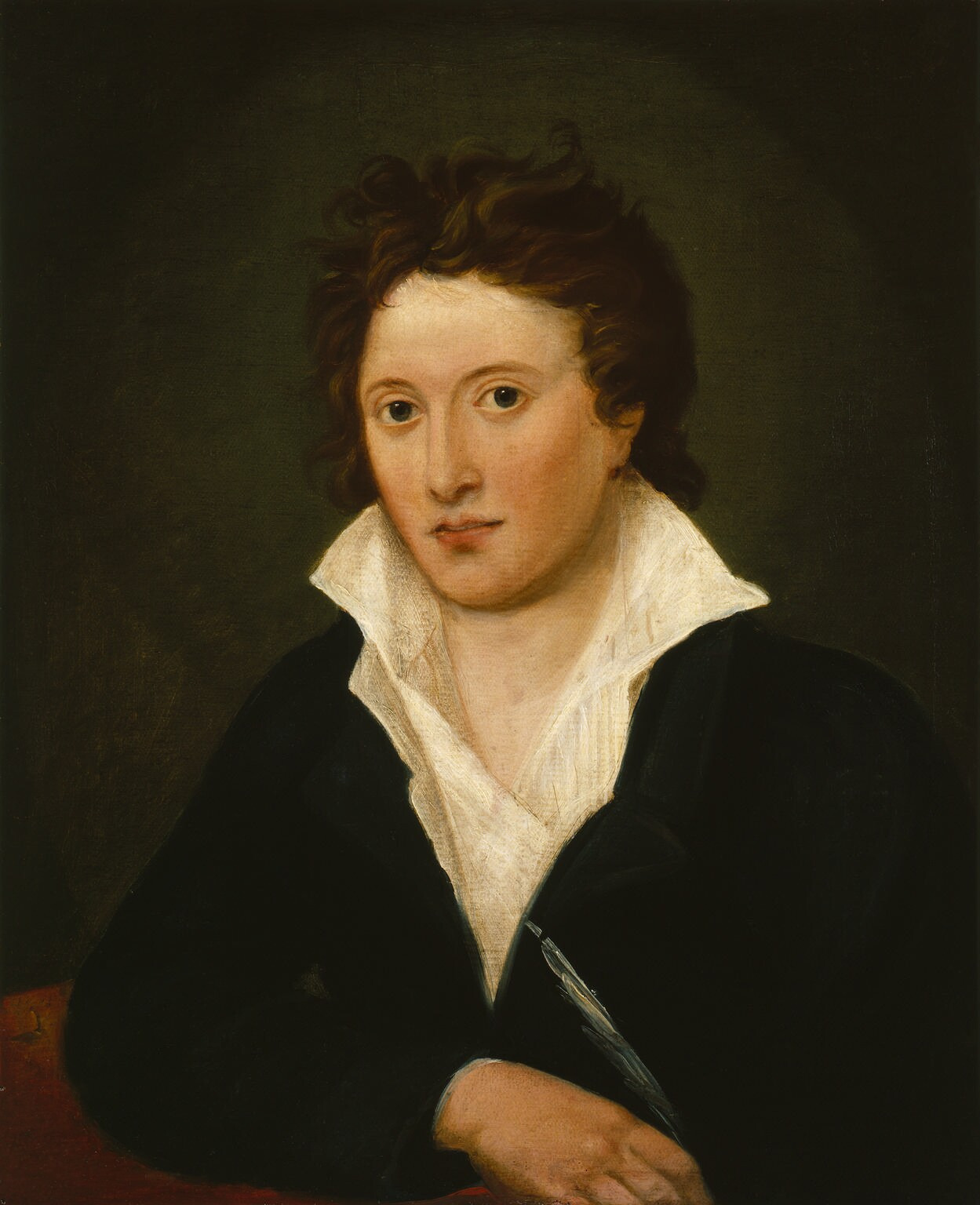
پرترهٔ پرسی بیش شلی نویسندهٔ ضرورت بی‌خدایی

فهرست‌های زیر دربرگیرنده نام برخی از مهم‌ترین مشاهیر بی‌خدا بر پایه شغلشان است؛ شامل تعدادی از اشخاص مشهوری که به وجود خدا یا خدایان اعتقاد نداشته و ندارند؛ و خداناباوری ایشان توسط خودشان از طریق آثار، یادداشت‌های روزانه، مکاتبات شخصی و غیره به اثبات رسیده‌است. افراد قائل به بی‌خدایی یهودی و بی‌خدایی مسیحی نیز در این فهرست‌ها جای دارند.

## بر اساس حرفه و شغل
- فهرست دانشمندان خداناباور
- فهرست نویسندگان خداناباور
- فهرست فعالان خداناباوری
- فهرست فیلسوفان خداناباور
- فهرست هنرمندان خداناباور
- فهرست موسیقی‌دانان خداناباور
- فهرست سیاستمداران و حقوق دان خداناباور
- فهرست کارآفرینان خداناباور